# Großseggenverlandung südwestlich Kobeln

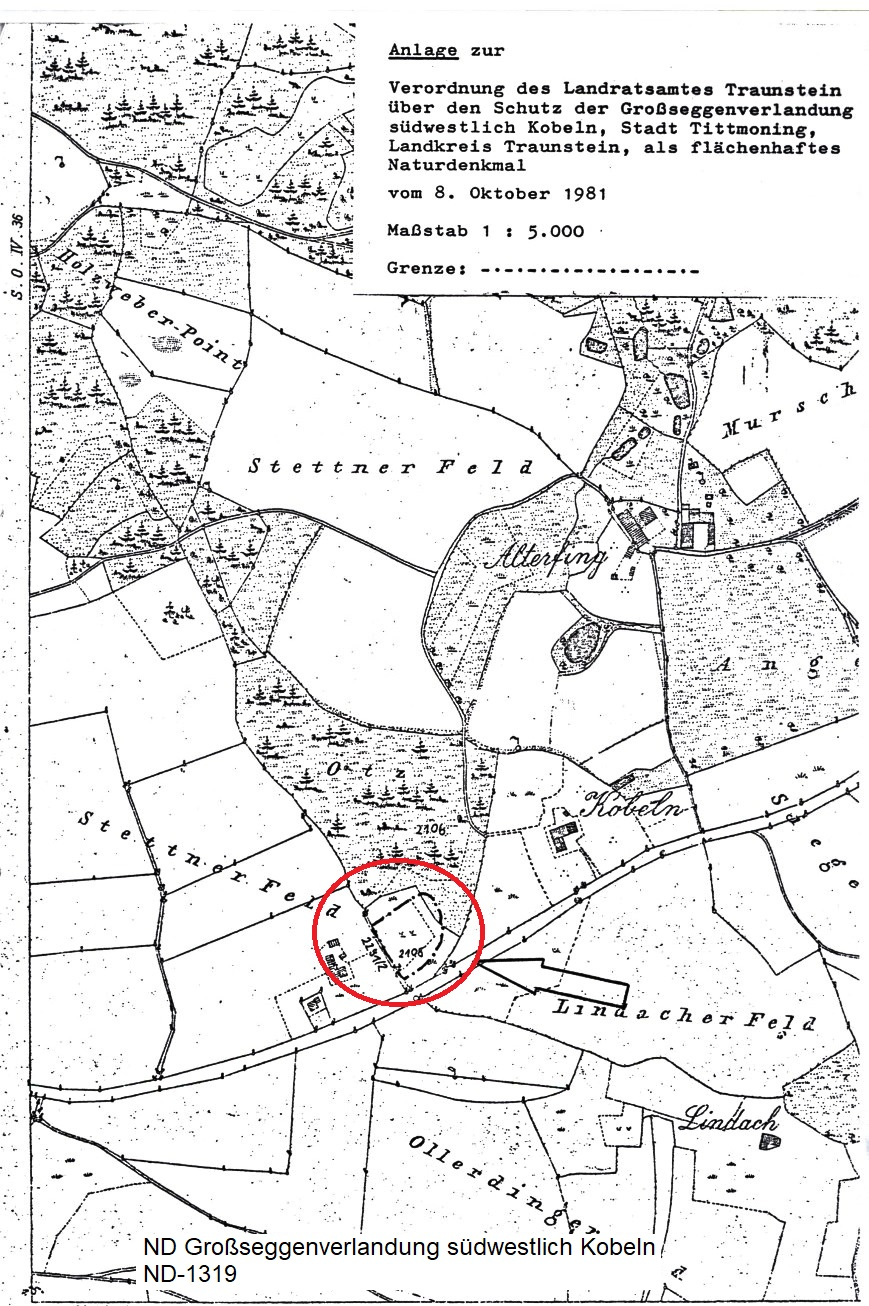
Lageplan Amtsblatt

Die Großseggenverlandung südwestlich Kobeln in der Gemeinde Tittmoning ist ein 0,46 ha großes flächenhaftes Naturdenkmal im Landkreis Traunstein.
Es erhielt im Oktober 1981 durch Verordnung des Landratsamtes Traunstein den Schutzstatus und wird vom Bayerischen Landesamt für Umwelt unter der Nummer ND-01319 gelistet.

## Schutzzweck
Die Großseggenverlandung südwestlich Kobeln ist als flächenhaftes Naturdenkmal zu schützen, da seine Erhaltung wegen seiner hervorragenden Eigenart und Seltenheit, seiner ökologischen, wissenschaftlichen, floristischen und faunistischen Bedeutung im öffentlichen Interesse liegt.